# 郑合
郑合（?—?），西晋人物，出自滎陽鄭氏，但所系不详。他的孙女郑阿春是晋简文帝的生母。
郑合世代为衣冠士族。郑合官至临济县（今山东省高青县东南高城镇西北二里）县令。其子郑恺，字祖元，官至安丰郡（今安徽省霍邱县西南）太守。郑恺没有儿子，只有女儿四人，郑阿春成为晋元帝的夫人，生子司马昱，郑阿春二妹嫁给长沙郡王褒，三妹嫁给刘隗的从子刘佣，四妹嫁给汉中郡李氏。